# Agarakadzor, Vayots Dzor
Agarakadzor là một đô thị thuộc tỉnh Vayots Dzor, Armenia. Dân số ước tính năm 2011 là 1391 người.